# Hespérie de la ronce
Pyrgus centaureae
Espèce
L’Hespérie de la ronce ou Hespérie grisâtre (Pyrgus centaureae) est une espèce de lépidoptères (papillons) de la famille des Hesperiidae, de la sous-famille des Pyrginae et du genre Pyrgus.

## Taxonomie
Pyrgus centaureae a été décrit par Pierre Rambur en 1839.
Synonyme : Hesperia centaureae, Dyar, 1903.

### Noms vernaculaires
L'Hespérie de la ronce se nomme Northern Grizzled Skipper ou Grizzled Skipper ou Alpine Checkered Skipper  en anglais.

### Sous-espèces
- Pyrgus centaureae centaureae
- Pyrgus centaureae freija (Warren, 1924)
- Pyrgus centaureae loki Evans, 1953
- Pyrgus centaureae wyandot (Edwards, 1863)[1].

## Description
L'Hespérie de la ronce est un petit papillon d'une envergure de 25 mm à 33 mm, au dessus de couleur marron clair, avec aux quatre ailes une frange marginale blanche entrecoupée et une ornementation de taches blanches dont aux ailes postérieures une tache blanche sous-costale caractéristique,.
Le revers est plus clair avec des nervures blanches et des taches blanches.

## Biologie
Dans les régions sub-arctiques deux années sont nécessaires pour assurer le développement.

### Période de vol et hivernation
L'Hespérie de la ronce vole en une génération de mi-juin à fin juillet en Europe. En Amérique elle vole de mars à mai dans le sud.

### Plantes hôtes
Les plantes hôtes de sa chenille sont Rubus chamaemorus des Potentilla dont Potentilla canadensis, Potentilla diversifolia et des Fragaria dont Fragaria virginiana,.

## Écologie et distribution
L'Hespérie de la ronce est présente dans les régions nordiques, en Scandinavie en Europe, dans la Russie arctique et dans l'Altaï en Asie, en Alaska, au Canada et aux États-Unis dans les Montagnes Rocheuses et les Appalaches en Amérique,,.

### Biotope
L'Hespérie de la ronce réside dans la toundra, les marécages et les tourbières où pousse Rubus chamaemorus.

### Protection
Pas de statut de protection particulier.